# Indumentaria llana

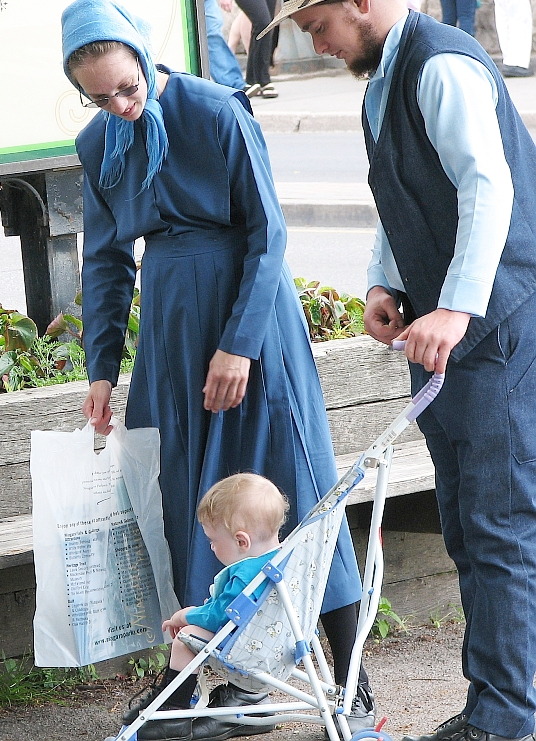
Familia amish

Indumentaria sencilla hace referencia a una práctica, de origen religioso o no, en la que las personas visten con ropa de diseño tradicional modesto, cortes conservadores y materiales fuertes y resistentes.
Se utiliza para mostrar humildad y preservar la separación de la persona o la comunidad con el resto del mundo. Es muy practicada por amish, brethren, huteritas y menonitas, así como algunos cuáqueros, musulmanes y católicos.